# Holodontium aucklandicum
Holodontium aucklandicum là một loài Rêu trong họ Dicranaceae. Loài này được (Dixon) Broth. mô tả khoa học đầu tiên năm 1924.